# Hylaeus robertianus
Hylaeus robertianus là một loài Hymenoptera trong họ Colletidae. Loài này được Cameron mô tả khoa học năm 1906.